# 蒙特雷湾

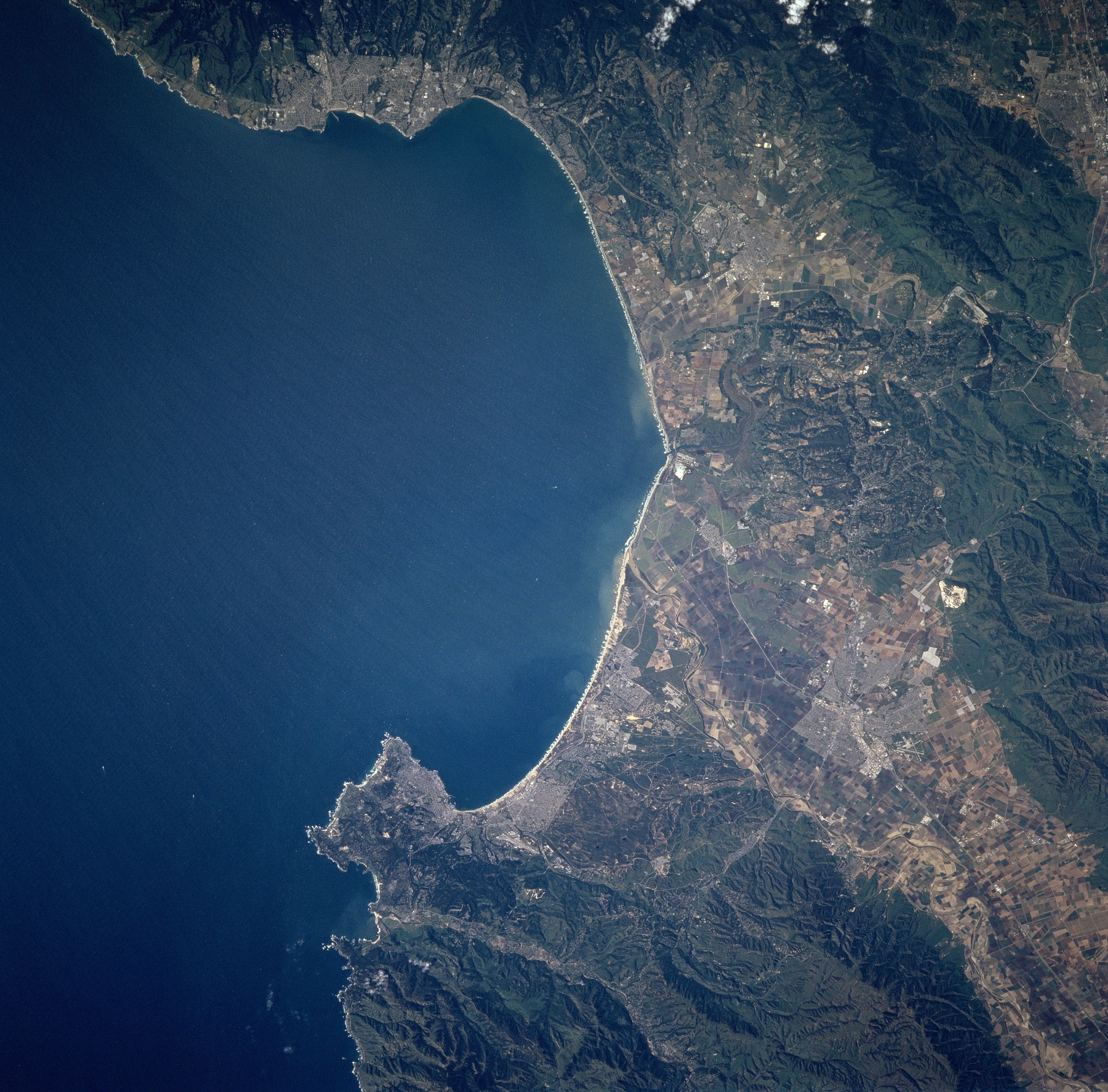
蒙特雷湾

36°48′N 121°54′W / 36.800°N 121.900°W
蒙特雷湾（英語：Monterey Bay）是太平洋的一个海湾，位于美国加利福尼亚州旧金山和聖荷西的南部海岸附近。聖塔克魯茲位于蒙特雷湾的北端。
該地的名稱也是蘋果公司麥金塔作業系統macOS Monterey的名字來源。

## 地名

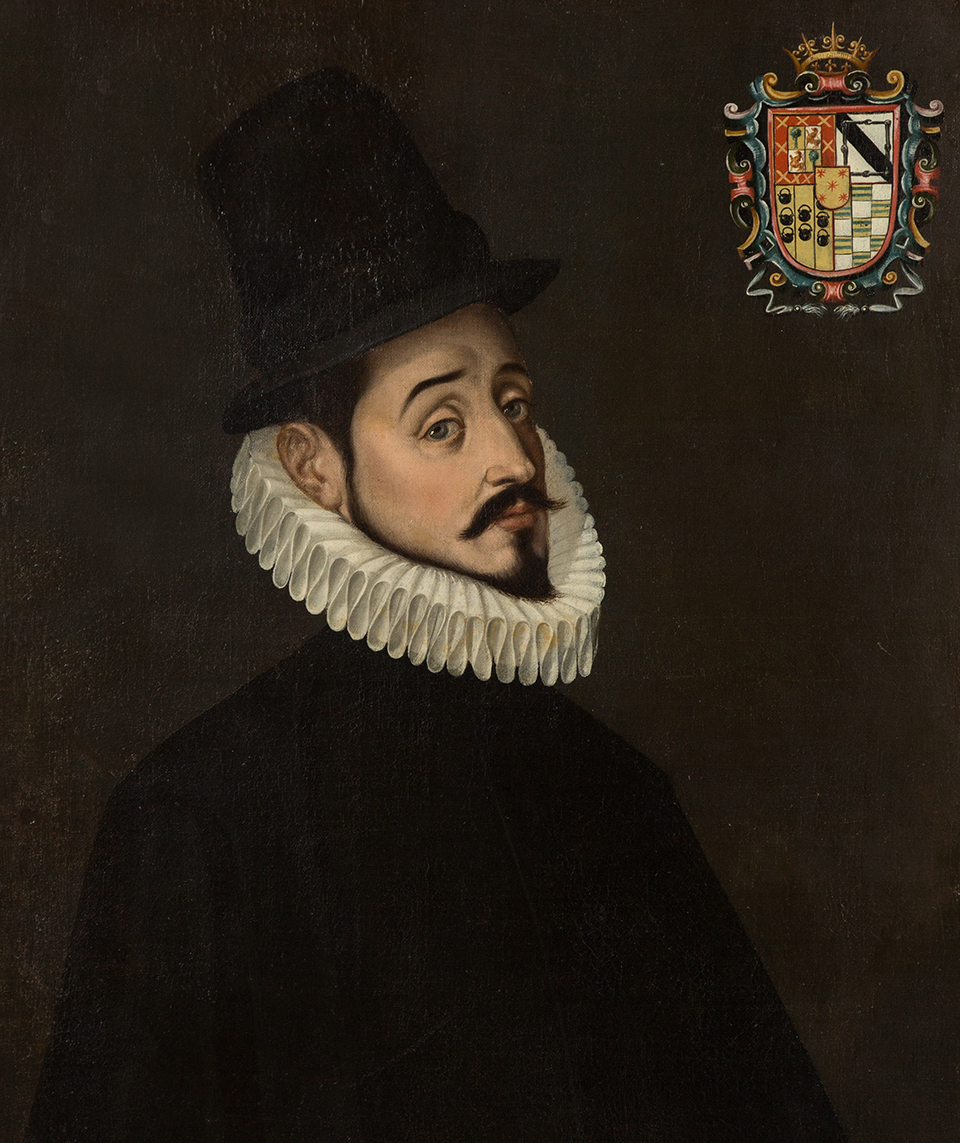
加斯帕·德·祖尼加，第五代蒙特雷伯爵，與蒙特雷灣同名。

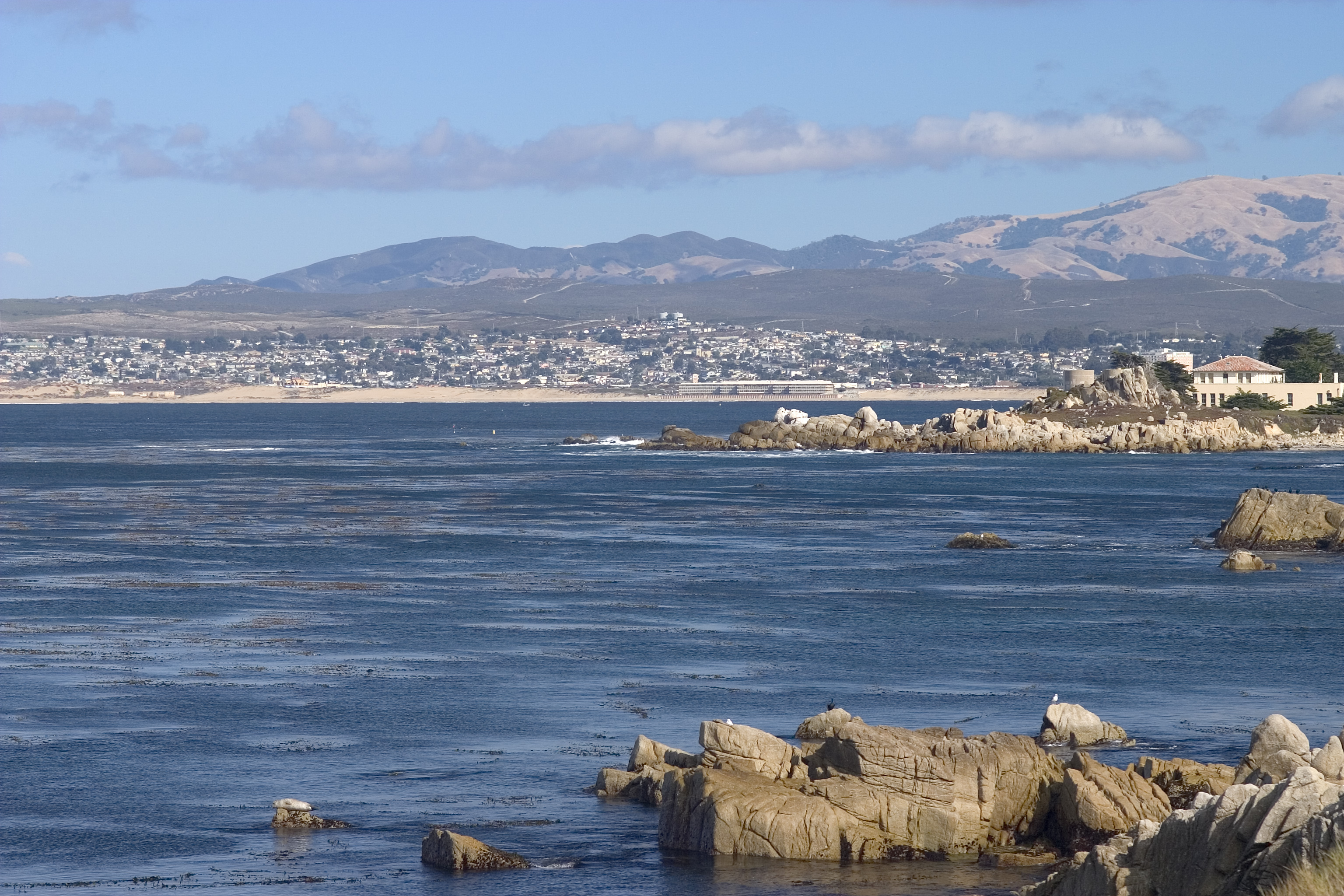
蒙特雷灣

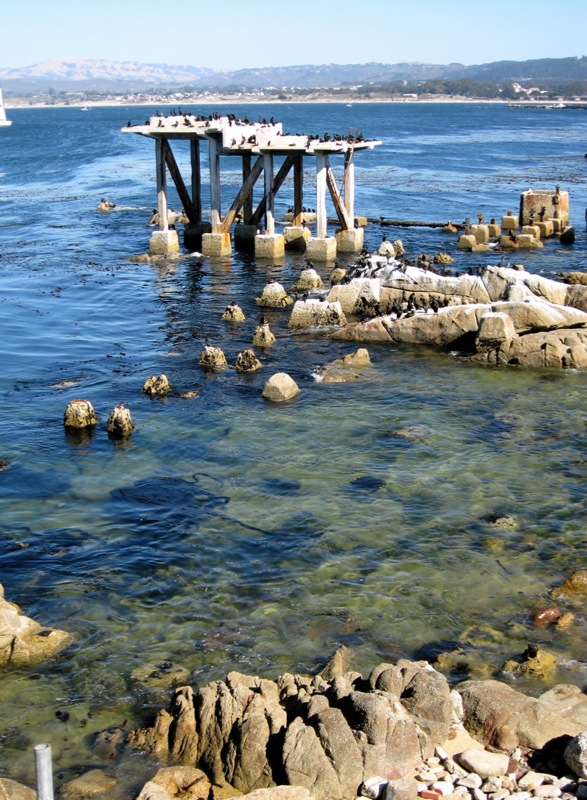
在蒙特雷灣的鸕鶿「大樓」

第一個發現蒙特雷灣的歐洲人是胡安·羅德里格斯·卡布里略。1542年11月16日，在西班牙海軍遠征隊沿海岸向北航行時，他把該灣名命為Bahía de los Pinos。原因可能是因為他在環繞海灣南端的半島時，首次遇見輻射松。卡布里略對該海灣的命名已經喪失，但半島的最南端仍被稱為Point Pinos。
1595年12月10日，Sebastián Rodríguez Cermeño穿過了該海灣，並將其命名為Bahía de San Pedro，以紀念維羅納的聖伯鐸。
該海灣的現名來自塞巴斯蒂安·比斯卡諾。新西班牙總督第五代蒙特瑞伯爵加斯帕·德·祖尼加委任他率領遠征隊製成一份詳細的海岸圖。1602年12月16日，他抵達該海灣，將其命名為Puerto de Monterrey（蒙特瑞港），以紀念蒙特瑞伯爵。Monterrey是西班牙Monterrei的另一拼法。
「Monterey」是「Monterrei」的另一種英文拼寫，是加利西亞地區的一個自治市，該市的總督和他的父親（the Fourth Count of Monterrei）起源於此。
附近包含蒙特雷灣的所有其他地名都是如此命名的，因為它們靠近海灣。這包括Presidio of Monterey、蒙特雷市、蒙特雷縣和蒙特雷峽谷。

## 地質
蒙特雷峽谷是世界上最大的水下峽谷之一，始于蒙特利湾中心的莫斯兰丁海岸。它的長度是401公里。由於水流和沈積物殘留在該峽谷，它的形狀經常發生變化。它很像大陸坡。峽谷的生物在峽谷的不同部分有很大的變化。

## 圖片

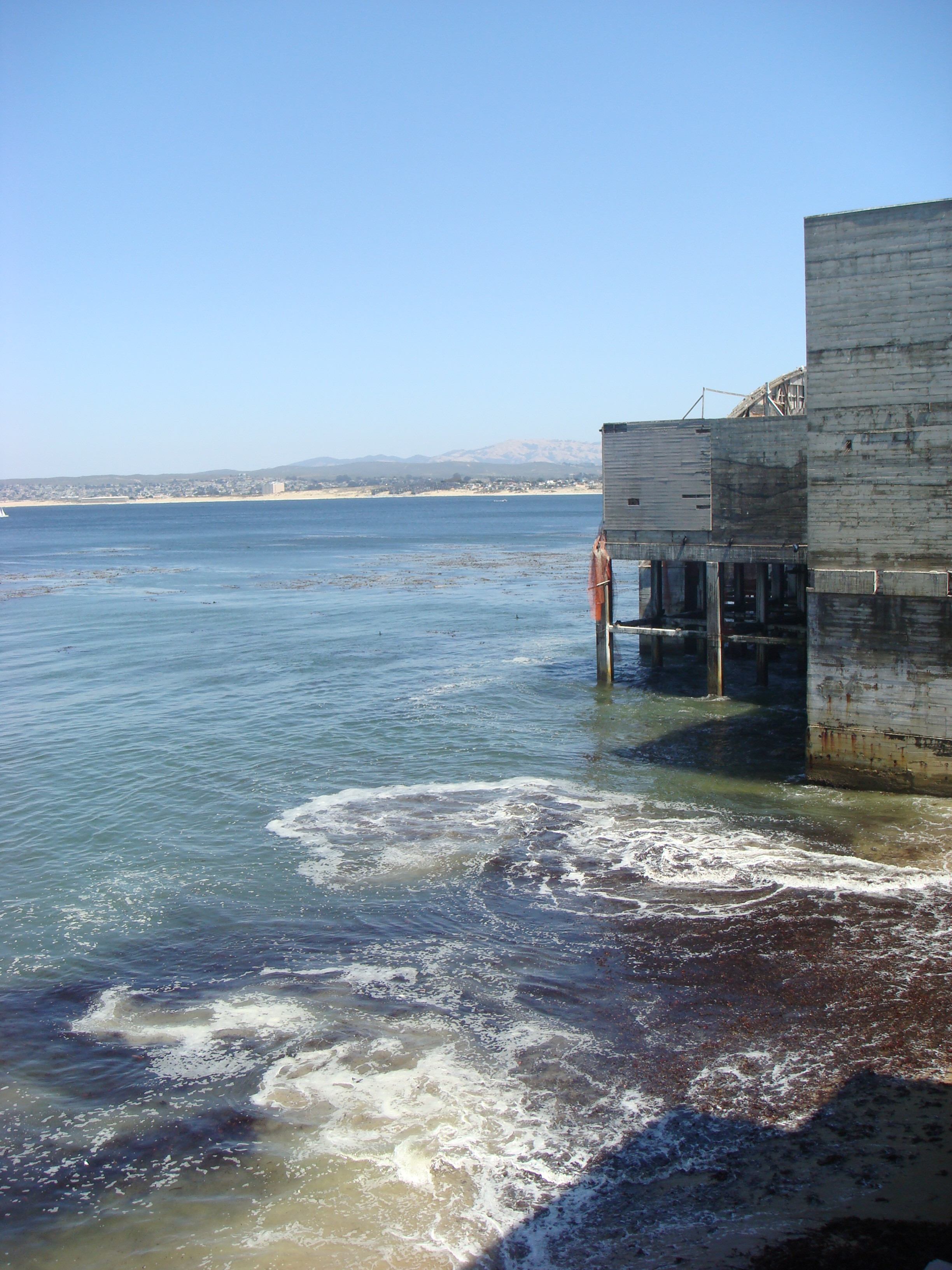
蒙特雷湾与旧罐头厂
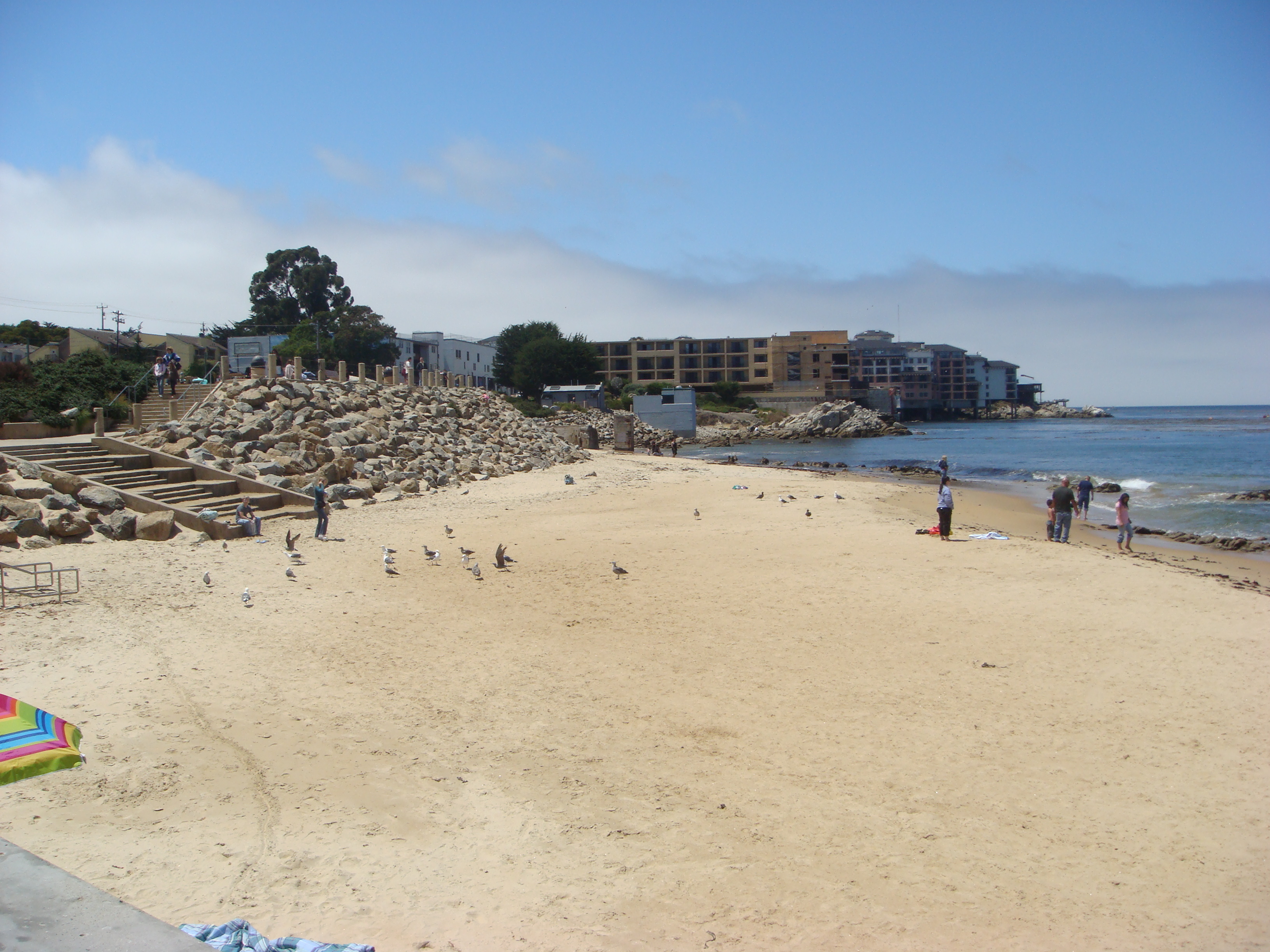
蒙特雷灣海岸線上的眾多海灘之一
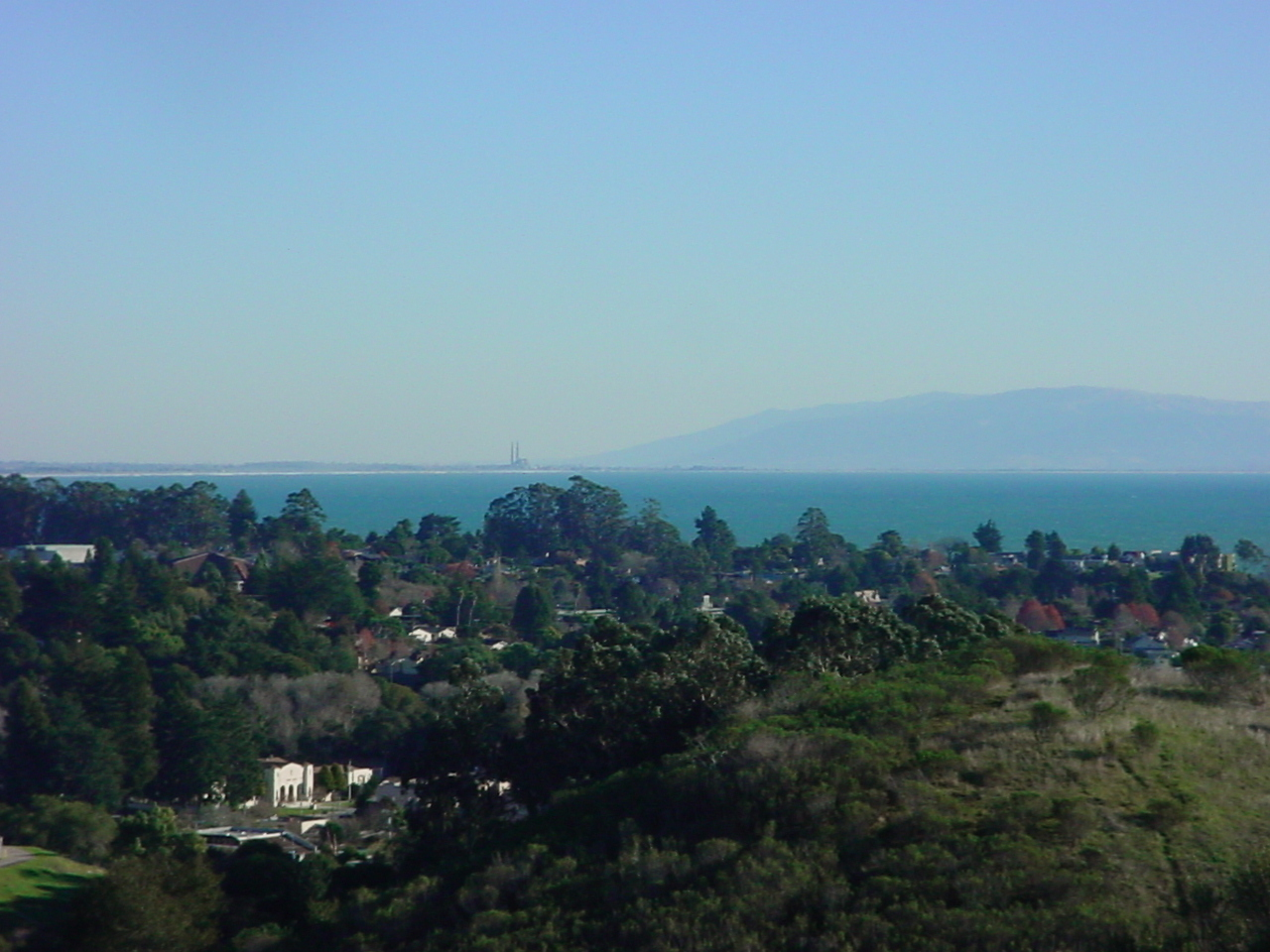
從索克爾看到的蒙特雷灣。遠處可以看到莫斯蘭丁發電廠
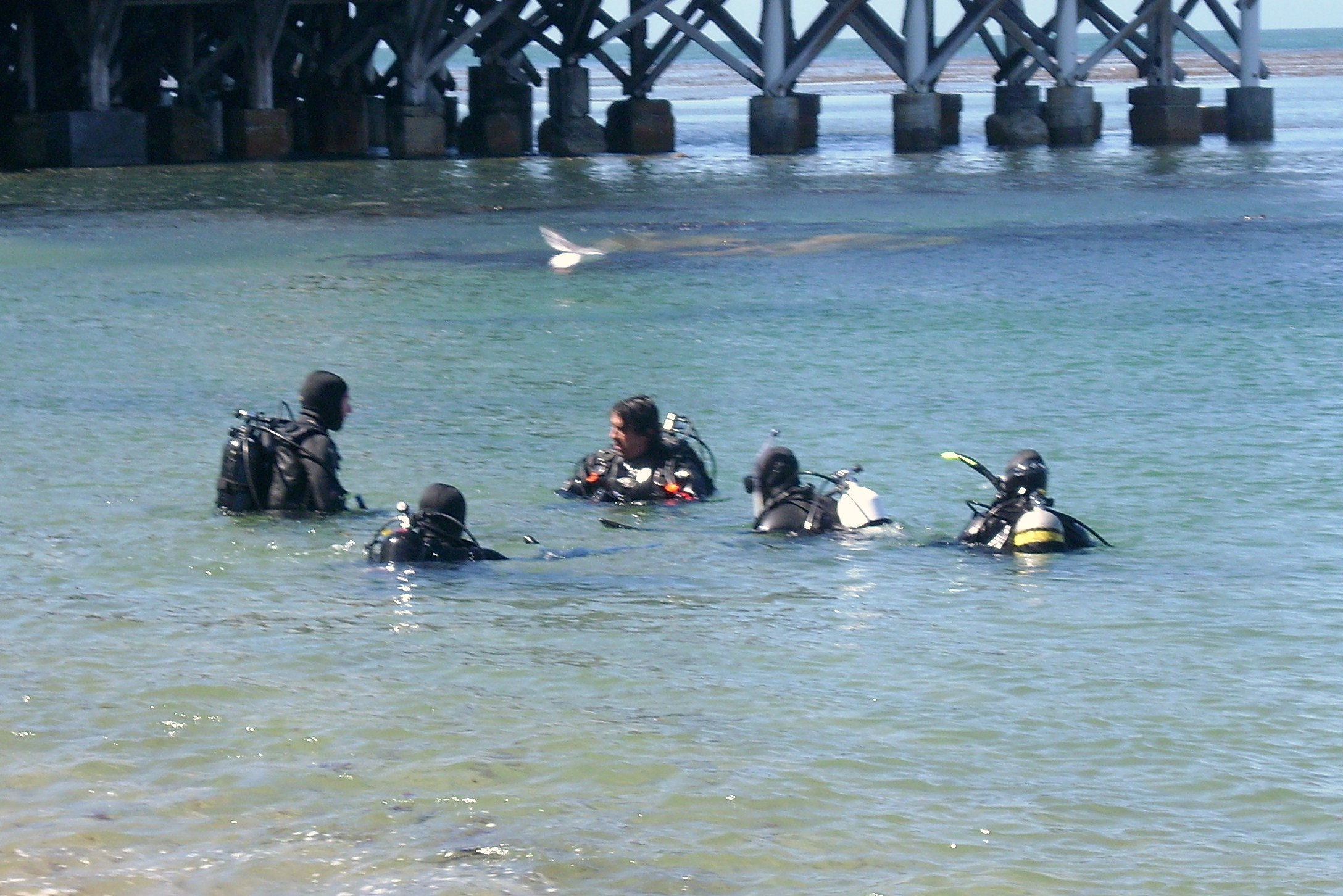
蒙特雷附近海灣的水肺潛水課程
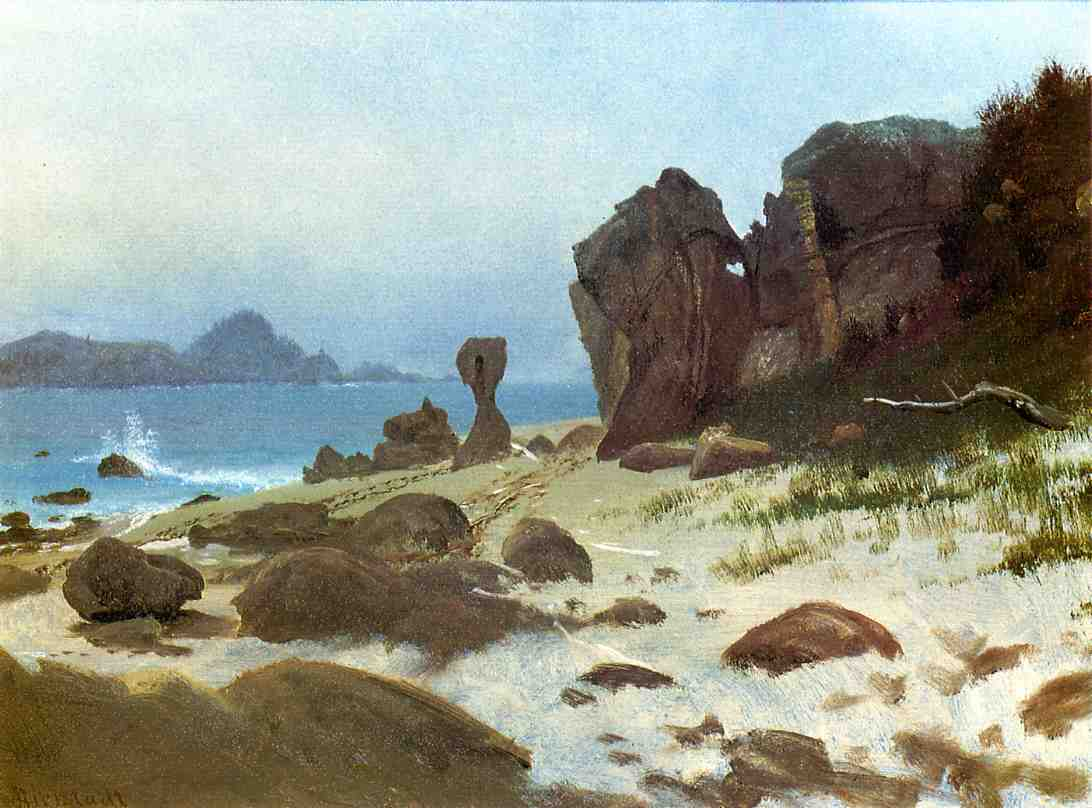
阿爾伯特·比爾施塔特繪畫的油畫， "Bay of Monterey"，未註明日期
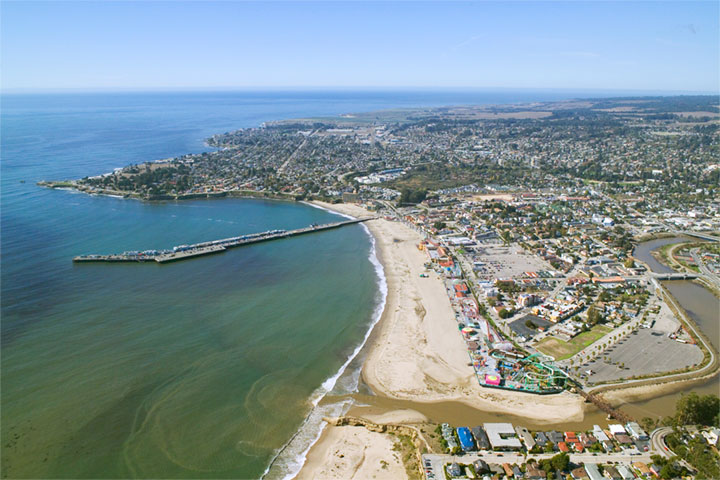
聖塔克魯茲的蒙特雷灣北端鳥瞰圖